# PET radiofarmaceutici
PET radiofarmaceutici  su medicinska sredstva koja sadrže radionuklide koji emituju pozitrone, i bez kojih je nezamisliv mediicinski imidžin zasnovan na primeni pozitronske emisiona tomografije (PET). Razlog za njihovu primenu je, u prvom redu, velika osetljivost zajedno sa mogućnošću praćenja procesa u zatvorenom sistemu kakav je ljudsko telo, spoljnim detektorima. Dok su istovremeno koncentracije radioaktivnih lekova tako male da ne stvaraju nikakav farmakodinamiski učinak.

## Osnovne informacije
PET (pozitronska emisiona tomografija) je moćna tehnika snimanja koja može pružiti kvantitativne informacije o distribuciji radiofarmaceutika, koji su pozitronski emiteri u telu. Pozitronski emiteri (ß +) su pozitivno nabijene beta čestice, koje se emituju kada je atom bogat protonima. Kako pozitron ima samo prolazno postojanje, on nakon što izgubi svu svoju kinetičku energiju, stupa u interakciju sa elektronom i uništava se. I masa pozitrona i elektrona se pretvaraju u energiju tokom anihilacije u dva 511 KeV fotona koji se emituju jedan na drugi u 180 ang. PET (pozitronska emisiona tomografija) se zasniva na detekciji slučajnosti ovih dvaju fotona. 
Detekcija koincidencije je ta koja koja kao moćna metoda povećava osjetljivost i dinamičku sposobnost PET-a. Dok sistemi PET kamera sadrže prsten detektora koji okružuje pacijenta.

## Vrste radionuklida u radiofarmaceuticima
Najčešće korišćeni radionuklidi u radiofarmaceuticima su;
- 11,
- 15,
- 13 ,
- 18,

koji imaju kratke periode poluraspada i kao takvi ograničavaju vreme sinteze, kao i kliničku upotrebu radiofarmaceutika. Ono što im daje prednost u odnosu na ostale (ne-PET) radiofarmaceutike je to što su ligandi. koji se upotrebljavaju u radiofarmaceuticima kao analozi bioloških molekula i stoga prikazuju pravu sliku biološkog procesa, nakon njihovog „in-vivo“ ubrizgavanja. Tako je, na primer, 18-fluorodeoksiglukoza (FDG) analog glukoze i zato se koristi za  proučavanje ćelijskog metabolizma. 
U PET imidžingu se do danas koristio veliki broj radiofarmaceutika, ali se samo ograničen broj njih čećće koristi u kliničke svrhe. Skoro svaki od njih je obeležen jednim od četiri uobičajna pozitronska emitera: 11, 13, 15O i 14F. Ipak najviše se koristi 18F pošto ima relativno dugačak period poluraspada (110 minuta), što omogućava njegov transport na udaljena mesta u telu.

## Najčešće korišćeni PET radiofarmaceutici
Među najčešće korišćenim radiofarmaceuticima spadaju:
- 18-natrijum fluorid,
- 18-fluorodeoksiglukoza (FDG),
- 6-18-fluorodopa,
- 18F-fluorotimidin (FLT),
- 15-voda,
- 13N-amonijum,
- 11-natrijum acetat i dr.

## Napomene
1. ↑  Ligand je supstanca koja može da se veže i formira kompleks sa biomolekulom koji ima biološku svrhu

## Literatura
- , 2002.
- 2005.
- 2004.
- , 2002.
- N. Vanlić-Razumenić (urednik), Radiofarmaceutici - sinteze, osobine i primena, Velarta, Beograd, 1998.

## Spoljašnje veze
|  | Molimo Vas, obratite pažnju na važno upozorenje u vezi sa temama iz oblasti medicine (zdravlja). |